# Joice Mujuru
Joice Runaida Mujuru (de soltera Mugari; nacida el 15 de abril de 1955), también conocida por su nombre de guerra Teurai Ropa Nhongo, es una revolucionaria y política zimbabuense que fue Vicepresidenta de Zimbabue de 2004 a 2014. Anteriormente, había sido ministra del Gobierno y Vicepresidenta de la ZANU-PF. Estuvo casada con Solomon Mujuru hasta la muerte de este en 2011 y durante mucho tiempo se la consideró una posible sucesora del presidente Robert Mugabe, pero en 2014 fue denunciada por conspirar presuntamente contra Mugabe. Como consecuencia de las acusaciones contra ella, Mujuru perdió tanto su puesto de vicepresidenta como su posición en la dirección del partido. Fue expulsada del partido unos meses después, tras lo cual formó el nuevo partido Zimbabwe People First.

## Primeros años
Runaida Mugari nació en el distrito de Mount Darwin, al noreste de Zimbabue, y es shona del grupo lingüístico korekore. Asistió a una escuela misionera del Ejército de Salvación, Howard High, en Chiweshe, provincia de Mashonaland Central.
A los dieciocho años, Mujuru fue la única mujer que se formó en Lusaka. Tras completar dos años de educación secundaria, decidió alistarse en la Guerra de Rodesia. Se dice que el 17 de febrero de 1974 derribó un helicóptero con una ametralladora tras negarse a huir. El incidente del derribo del helicóptero ha sido negado con vehemencia por el presidente de los Veteranos de Guerra, Christopher Mutsvangwa, tras su expulsión del partido; otros expertos en balística también han cuestionado la posibilidad de derribar un helicóptero con un arma tan ligera como la que se narra en su historia. En 1975, ya era instructora política de dos bases militares que habían tenido éxito. A los 21 años, Mujuru era comandante del campo militar y de refugiados de Chimoio, en Mozambique.
Adoptó el nombre de Teurai Ropa Nhongo (en shona, «derramar sangre») y se convirtió en una de las primeras mujeres comandantes de las fuerzas del ZANLA de Mugabe. En 1977 se casó con Solomon Mujuru, conocido entonces por su nombre de guerra Rex Nhongo, comandante en jefe adjunto del ZANLA. Ese mismo año, se convirtió en el miembro más joven del Comité Central de la ZANU, miembro del Ejecutivo Nacional. Su actividad política la convirtió en objetivo de las Fuerzas de Seguridad de Rodesia, que intentaron capturarla sin éxito. En el marco de la Operación Dingo, el campamento de la ZANLA en Chimoio fue atacado por soldados rodenses el 23 de noviembre de 1977. Mujuru logró eludir la captura escondiéndose en una letrina comunal en buen estado. En 1978, cuando su campamento fue atacado, Muruju -embarazada de nueve meses en aquel momento- seguía siendo una combatiente activa. Dio a luz pocos días después.
A su regreso de la guerra, poco se sabía de los orígenes de su nombre y de su verdadero nombre. Su madre, en una entrevista para el periódico The Sunday Mail en su casa rural de Mount Darwin, habló en exclusiva con el periodista y antropólogo especializado en medios de comunicación Robert Mukondiwa, a quien reveló que Joice era un nombre que también había adoptado durante su estancia en la guerra. Su verdadero nombre, le dijeron, era Runaida, que era el nombre de su difunta tía paterna.
Los Mujurus viven ahora en una granja requisada de 14 km² (3.500 acres), Alamein Farm, a 72 km al sur de Harare, que según el Tribunal Supremo de Zimbabue fue confiscada ilegalmente al propietario.

## Carrera política
Con la independencia en 1980, Mujuru se convirtió en la ministra más joven del gabinete, ocupando la cartera de deportes, juventud y ocio. Encajó los estudios de secundaria entre su apretada agenda tras ser nombrada ministra.
Como Ministra de Telecomunicaciones, intentó impedir que Strive Masiyiwa estableciera su red independiente de telefonía móvil Econet. El gabinete había dado un ultimátum a Masiyiwa para que vendiera sus equipos importados a sus rivales. El 24 de marzo de 1997, Mujuru decidió conceder la segunda licencia de telefonía móvil de Zimbabue al hasta entonces desconocido consorcio Zairois, Telecel, prescindiendo de Masiyiwa. El consorcio Zairois incluía a su marido, Solomon, y al sobrino del presidente Robert Mugabe, Leo. Tras muchas luchas legales, Masiyiwa obtuvo su licencia en diciembre de 1997.

### Vicepresidente
La Liga de Mujeres del ZANU-PF decidió en su conferencia anual, celebrada en septiembre de 2004, presentar una candidata a la vicepresidencia del partido, cargo que quedó vacante tras la muerte de Simon Muzenda.
Mugabe cedió a las presiones de una facción de la ZANU-PF liderada por el marido de Mujuru, el general Solomon Mujuru, para que otorgara a una mujer la segunda vicepresidencia, dejando así de lado al presidente del Parlamento, Emmerson Mnangagwa, considerado su heredero favorito. Esta remodelación del ZANU-PF fue bautizada por la Zimbabwe Broadcasting Corporation como "la noche de los cuchillos largos".
Mujuru prestó juramento como Vicepresidenta de Zimbabue el 6 de diciembre de 2004.
En las elecciones parlamentarias de marzo de 2008, Mujuru fue designada candidata del ZANU-PF a la Cámara de Representantes por el distrito de Mt. Darwin West. Según los resultados oficiales, ganó el escaño por un margen abrumador, recibiendo 13.236 votos frente a los 1.792 de Gora Madzudzo, candidato de la facción del Movimiento por el Cambio Democrático (MDC) liderada por Morgan Tsvangirai. Esto contradecía las afirmaciones anteriores del MDC de que Mujuru había perdido el escaño. Tras las elecciones, Mugabe volvió a investirla vicepresidenta el 13 de octubre de 2008, junto con Msika.
Es objeto de sanciones personales impuestas por Estados Unidos.
Joice Mujuru se vio implicada en 2009 en un intento de venta de hasta 3,5 toneladas de oro de la República Democrática del Congo a una empresa europea, contraviniendo las sanciones de la Unión Europea por parte de dicha empresa.
Actualmente vive en la granja Alamein, una explotación productiva y de gran valor requisada ilegalmente como parte del programa de reforma agraria a Guy Watson-Smith en 2001, según dictaminaron el Tribunal Superior de Zimbabue y tribunales internacionales. En 2001, la familia Mujuru fue objeto de la primera acción legal contra un miembro del círculo íntimo de Mugabe implicado en la confiscación ilegal de tierras y bienes. El Tribunal Supremo de Zimbabue declaró ilegal la confiscación de la granja Alamein.
Mujuru fue considerada posible sucesora del Presidente Mugabe, compitiendo con Emmerson Mnangagwa. Obtuvo el apoyo del politburó, el comité central y el presidium, así como de los presidentes provinciales del partido. También obtuvo el apoyo de la población zimbabuense en general, como indica la elección de sus leales a la liga juvenil. Sin embargo, se esperaba que su sucesión fuera cuestionada en el congreso de diciembre de 2014, en el que se esperaba que los miembros de todos los cuadros del politburó y del comité central se presentaran a la reelección.

### Expulsión y nuevo partido político
A finales de 2014, Mujuru fue acusada de conspirar contra Mugabe y se convirtió en una paria dentro de la ZANU-PF. Perdió sus puestos en la dirección del partido en el congreso de diciembre de 2014, y poco después, el 8 de diciembre de 2014, Mugabe la destituyó de su cargo de vicepresidenta, junto con ministros identificados con su facción. En declaraciones publicadas el 9 de diciembre, el mismo día en que se anunciaron las destituciones, Mujuru afirmó que las afirmaciones de que había conspirado contra Mugabe eran "ridículas".
El 10 de diciembre de 2014, Mugabe nombró vicepresidente a Emmerson Mnangagwa, rival de Mujuru durante mucho tiempo en la batalla por la sucesión.
Mujuru fue expulsada de la ZANU-PF el 3 de abril de 2015 y posteriormente pasó a formar el partido Zimbabue Primero el Pueblo, en oposición a la ZANU-PF. En 2017, tras expulsar a siete altos cargos del partido Zimbabue Primero el Pueblo, cambió su nombre por el de Partido Nacional del Pueblo cuando los miembros expulsados impugnaron la propiedad del nombre Zimbabue Primero el Pueblo. Joice Mujuru firmó una alianza con 20 partidos más pequeños durante el periodo previo a las elecciones presidenciales de 2018. Se creía que era una forma de contrarrestar la alianza del MDC de Tsvangirai, que le daría un gran poder de negociación en la mesa de coaliciones. El Partido Democrático Popular (PDP) liderado por Lucia Matibenga, el Zapu de Dumiso Dabengwa y el PDP dieron a conocer un pacto de coalición para desafiar al Zanu PF en Matabelelandia en las elecciones de 2018. Los dirigentes del Zapu, el NPP y el PDP afirmaron que no se disputarían entre sí ningún escaño parlamentario en Matabelelandia, antes de señalar que "las puertas seguían abiertas" para una coalición más amplia con otros partidos de la oposición, lo que hizo temer que la Alianza del MDC, anunciada recientemente, pudiera haber sufrido turbulencias.
Formó parte de los 23 candidatos que se presentaron a la Presidencia.

## Cargos desempeñados
- Ministra de Desarrollo Comunitario y Asuntos de la Mujer (1980-85)
- Secretario de Estado del Gabinete del Primer Ministro (1985-88)
- Ministra de Desarrollo Comunitario, Cooperativas y Asuntos de la Mujer (1988-92)
- Ministro Residente y Gobernador de Mashonaland Central (1992-96)
- Ministro de Información, Correos y Telecomunicaciones (1996-97)
- Ministra de Recursos Rurales y Desarrollo Hídrico (1997-2004)
- Primer Vicepresidente de Zimbabue (2004-14)